# Violinsonate Nr. 10 (Beethoven)
Die Violinsonate Nr. 10 in G-Dur, op. 96 ist eine Sonate für Violine und Klavier von Ludwig van Beethoven.

## Entstehung
Beethoven schrieb die Violinsonate Nr. 10, seine letzte Komposition für diese Werkgattung, im Jahr 1812 für den Violinisten Pierre Rode, der im gleichen Jahr nach Wien gekommen war. Beethoven richtete das Werk auf Rodes spielerische Fähigkeiten ein. Möglicherweise wurde die Sonate im Jahr 1815 vor ihrer Veröffentlichung überarbeitet.

## Zur Musik

### 1. Satz: Allegro moderato
Der erste Satz, der Anklänge an das Hauptthema von Beethovens 4. Klavierkonzert enthält, beginnt mit einem Thema, das zunächst einzeln in Violin- und Klavierpart und dann in beiden gemeinsam erklingt. Das zweite Thema ist von Triolen und punktierten Rhythmen, aber dennoch lyrisch geprägt. Das dritte Thema des Satzes erklingt in der Durchführung des Satzes und wird ebenfalls von Triolen begleitet. Am Ende der Durchführung kommt die Musik für einen kurzen Moment zum Stillstand. Nach der Reprise wird in einer ausführlichen Coda das Anfangsthema des Satzes in den Mittelpunkt gestellt.
In Anlehnung an Wolfgang Amadeus Mozart enthält der erste Satz der Sonate zahlreiche Motive. Mit seinem Charakter des Zusammenspiels zwischen Violine und Klavier inspirierte er möglicherweise auch das Es-Dur-Trio von Franz Schubert, der diese Violinsonate aus diesem Grund bewunderte.

### 2. Satz: Adagio espressivo
Das in dreiteiliger Liedform konzipierte Adagio beginnt mit einem aus zwei Phrasen bestehenden Thema, bei deren Wiederholung Klavier und Violine ihre Rollen tauschen, was von Hans Eppstein als „dialogisches Prinzip“ bezeichnet wurde. Der zweite Teil reicht von Takt 21 bis zu der zur Reprise überleitenden Kadenz der Violine. In der Coda wird der Satz von einem Es-Dur-Akkord beendet, der mit einem es-g-cis-Klang zum D-Dur-Akkord des folgenden Scherzo überleitet.

### 3. Satz: Scherzo. Allegro
Das Scherzo beginnt mit einem D-Dur-Akkord, das von einem Es-Dur-Akkord des vorhergehenden, überleitenden Adagio vorbereitet wurde. Ein ähnlicher Übergang findet sich beispielsweise zwischen dem dritten und vierten Satz von Beethovens im Jahr 1811 komponierten Klaviertrio B-Dur op. 97.
Den in den Synkopen überbetonten Auftakten des 32 Takte langen Satzes wird ein liedartiges G-Dur-Trio gegenübergestellt.

### 4. Satz: Poco Allegretto – Adagio espressivo – Tempo I – Allegro – Poco Adagio – Presto
Die ersten zwei Takte des Liedes des Jobsen aus dem Singspiel Der lustige Schuster oder der Teufel ist los Teil II von Johann Georg Standfuß und Johann Adam Hiller bilden die Keimzelle für das Finale der Sonate, einem Variationensatz in G-Dur. Vom Thema aus wird über Fis-Dur nach H-Dur zu den Variationen übergeleitet. Die zentrale fünfte Variation erhält durch ihre zahlreichen Zweiunddreißigstel-Läufe Kadenzcharakter und schlägt in ihrer Chromatik einen nachdenklichen Unterton an, bevor der Satz im vielteiligen Schluss ab Takt 221 mit dem entspannten Thema endet.
Der Satz entstand, nachdem Beethoven den Violinisten Pierre Rode zum ersten Mal gehört hatte. Nachdem dessen Fähigkeiten einen eher mäßigen Eindruck auf Beethoven gemacht hatten, entschied sich der Komponist, auf Brillanz im vierten Satz seiner Sonate zu verzichten, und schrieb stattdessen ein heiteres, leichtes Finale. Nach Meinung des Geigers Joseph Szigeti war jedoch Beethovens Bemerkung, „rauschendere Passagen“ im Finale würden Rode nicht zusagen, ironisch gemeint, „denn die letzte Variation des angeblich so esoterischen Werkes ist ganz gewiss von einem mitreißenden Schwung – ein sicher gesetzter Höhepunkt dieser reifen, irdisch-heiteren Variationenfolge, deren Kernstück die Adagio-Variation bildet, ein kantabler, kontemplativer Dialog zwischen den beiden Instrumenten, wie er bis dahin in der Gattung Violinsonate noch nicht begegnet ist. Die beiden Passagen am Schluss – der gewagte Aufstieg der Violine bis zum hohen D und die anschließende Passage des Klaviers – vertragen sich jedenfalls schlecht mit dem Vorsatz, diesmal den ›stile molto concertante‹ vermeiden zu wollen.“
Das Schema dieses Satzes in Bezug auf die Verwendung von Takt- und Tonart sowie volksmusikalischer Merkmale findet sich bereits im Finale von Beethovens Violinsonate Nr. 8 in G-Dur op. 30 Nr. 3. Ebenso finden sich, wie Musikwissenschaftler Peter Cahn feststellte, im Finale von op. 96 Parallelen zu Beethovens im Jahr 1803 komponierten Klaviertrio Nr. 11 Opus 121a (Variationen über „Ich bin der Schneider Kakadu“ von Wenzel Müller).

## Wirkung
Eine erste, private, Aufführung der Violinsonate fand im Dezember 1812 im Haus von Fürst Franz Joseph Maximilian von Lobkowitz statt. Pierre Rode war der Violinsolist, während Erzherzog Rudolph, Beethovens Schüler und Widmungsträger der Sonate, den Klavierpart übernahm. Die erste öffentliche Aufführung folgte am 7. Januar 1813, ebenfalls mit Pierre Rode und Erzherzog Rudolph als Solisten.
Bereits nach der privaten Aufführung im Haus Lobkowitz zeigte sich Beethoven von Rodes Leistung wenig begeistert, wie er dem Erzherzog mitteilte: „so habe i[c]h um der blosen Pünktlichkeit willen mich nicht so sehr mit dem lezten Stücke beeilt, um so mehr, da ich dieses mit mehr Überlegung in Hinsicht des spiels von Rode schreiben musste, wir haben in unsern Finales gern rauschendere Passagen, doch sagt dieses R nicht zu, und – schenirte mich doch etwas – übrigens wird Dienstags alles gut gehn können“.
Die Komposition wurde – möglicherweise in überarbeiteter Form – im Juli 1816 vom Wiener Verleger Tobias Haslinger veröffentlicht. Die Allgemeine musikalische Zeitung schrieb im Jahr 1817 über das Werk:

„Die Violine ist durchaus obligat, und zwar so, dass man aus der Klavierstimme allein kaum in einzelnen Zeilen klug wird. Beyde Stimmen sind aber nicht nur trefflich verbunden, sondern auch, kommen sie zusammen, jeden von bedeutender Wirksamkeit.“

Wie der Musikkritiker Paul Bekker, der unter Beethovens Violinsonaten die Sonate op. 96 als die „poesievollste, musikalisch feinsinnigst gearbeitete“ bezeichnete, hielt auch der Geiger Carl Flesch die Sonate für Beethovens gelungenste, als er schrieb:

„Wenn man unter den beethovenschen Violinsonaten op. 24, op. 30 Nr. 2 und op. 47 als diejenigen heraushebt, die sich am meisten der Gunst der Hörer erfreuen, so gilt op. 96 dem Kenner als das vollkommenste Werk der ganzen Reihe.“

### Belege
- Begleitheft des CD-Box-Sets Beethoven, Schumann, Brahms – Violinsonaten. Deutsche Grammophon Production (Universal), 2003.
- Harenberg Kulturführer Kammermusik. Brockhaus, Mannheim 2008, ISBN 978-3-411-07093-0.
- Jürgen Heidrich: Violinsonaten. In: Beethoven-Handbuch. Bärenreiter, Kassel 2009, ISBN 978-3-476-02153-3, S. 466–475.
- Lewis Lockwood: Beethoven: Seine Musik – Sein Leben. Bärenreiter/Metzler, Kassel / Stuttgart 2009, ISBN 978-3-476-02231-8, S. 242f.

### Weiterführende Literatur
- Sieghard Brandenburg, Bemerkungen zu Beethovens Op. 96. In: Beethoven-Jahrbuch, 9, 1973/1977, S. 11–26.
- Peter Cahn: Violinsonate G-Dur op. 96. In: A. Riethmüller, C. Dahlhaus,. A. Ringer (Hrsg.): Beethoven. Interpretationen seiner Werke. Band 2. Laaber 1994, S. 86–92.